# Julien Stevens
Julien Stevens (Malinas, 25 de febrero de 1943) fue un ciclista belga, profesional entre 1963 y 1977, cuyos mayores éxitos deportivos los logró en lla Vuelta a España y en el Tour de Francia, pruebas en las que obtuvo sendas victorias de etapa.

## Palmarés
| 1966 - 1 etapa de la Volta a Cataluña 1968 - Campeonato de Bélgica en Ruta - G.P. Pino Cerami 1969 - 1 etapa del Tour de Francia - 1 etapa de la Vuelta a Suiza - 2.º en el Campeonato Mundial en Ruta | 1973 - Gran Premio Stad Sint-Niklaas 1974 - 1 etapa de la Vuelta a Bélgica 1975 - 1 etapa de la Vuelta a España 1977 - De Kustpijl Heist |

## Resultados en las grandes vueltas
| Carrera         | 1963 | 1964 | 1965 | 1966 | 1967 | 1968 | 1969 | 1970 | 1971 | 1972 | 1973  | 1974 | 1975 | 1976 | 1977 |
| --------------- | ---- | ---- | ---- | ---- | ---- | ---- | ---- | ---- | ---- | ---- | ----- | ---- | ---- | ---- | ---- |
| Giro de Italia  | -    | -    | -    | -    | Ab.  | -    | -    | -    | -    | Ab.  | 108.º | -    | -    | -    | -    |
| Tour de Francia | -    | -    | Ab.  | Ab.  | -    | -    | 72.º | Ab.  | 90.º | -    | -     | -    | -    | -    | -    |
| Vuelta a España | -    | -    | -    | -    | -    | -    | -    | -    | -    | -    | -     | 34º  | 46.º | -    | 56.º |
| Mundial en Ruta | -    | -    | -    | -    | -    | Ab.  | 2º   | -    | -    | -    | -     | -    | -    | -    | -    |